# Zhang Xin (Freestyle-Skierin)
Zhang Xin (chinesisch 张鑫, Pinyin Zhāng Xīn; * 4. August 1985) ist eine chinesische Freestyle-Skierin. Sie ist auf die Disziplin Aerials (Springen) spezialisiert.

## Biografie
Zhang debütierte am 14. Februar 2004 im Freestyle-Weltcup und gewann mit Platz 13 in Harbin sogleich die ersten Weltcuppunkte. Einen Tag später realisierte sie mit Platz 7 das beste Saisonergebnis. In der Folge etablierte sie sich im Mittelfeld. Am 18. Dezember 2005 gelang ihr mit dem zweiten Platz in Changchun die erste Weltcup-Podestplatzierung. 2007 und 2008 realisierte sie in Beida Lake und Moskau je einen weiteren Podestplatz. Bei den Winter-Asienspielen 2007 in Changchun gewann sie jeweils die Bronzemedaille.
Nachdem in der Weltcupsaison 2008/09 Podestplätze ausgeblieben waren, wurde Zhang im Folgewinter 2009/10 zweimal Dritte. Aufgrund der starken teaminternen Konkurrenz verpasste sie jedoch die Qualifikation für die Olympischen Winterspiele. Am 17. Dezember 2010 entschied sie in Beida Lake zum ersten Mal ein Weltcupspringen für sich. Ebenfalls siegreich war sie bei den Winter-Asienspielen 2011 in Almaty. Ein weiterer Weltcupsieg kam am 11. Februar 2012 in Beida Lake hinzu. Im Weltcupwinter 2012/13 war ein dritter Platz ihr bestes Ergebnis, während sie sich bei den Weltmeisterschaften 2013 in Voss auf Platz 13 klassierte.
Mit einem Sieg in Peking am 21. Dezember 2013 sowie drei weiteren Podestplätzen belegte Zhang in der Saison 2013/14 den zweiten Platz in der Aerials-Disziplinenwertung des Weltcups. Angesichts dieser Ergebnisse verliefen die Olympischen Winterspiele 2014 mit dem 13. Platz eher enttäuschend. Zhang fehlte in der Saison 2014/15 und gab im darauf folgenden Winter 2015/16 ein erfolgreiches Weltcup-Comeback, mit einem zweiten Platz in Peking und einem Sieg in Deer Valley. Im Winter 2016/17 resultierten drei Top-10-Ergebnisse sowie der 6. Platz bei den Weltmeisterschaften 2017 in der Sierra Nevada. Nachdem die Saison 2017/18 mäßig verlaufen wird, überraschte Zhang bei den Olympischen Winterspielen 2018 mit dem Gewinn der Silbermedaille.

## Erfolge

### Olympische Spiele
- Sotschi 2014: 13. Aerials
- Pyeongchang 2018: 2. Aerials

### Weltmeisterschaften
- Voss 2013: 12. Aerials
- Sierra Nevada 2017: 6. Aerials

### Weltcupwertungen
| Saison  | Gesamt | Gesamt | Aerials | Aerials |
| Saison  | Platz  | Punkte | Platz   | Punkte  |
| ------- | ------ | ------ | ------- | ------- |
| 2003/04 | 89.    | 5      | 27.     | 56      |
| 2004/05 | 87.    | 4      | 29.     | 46      |
| 2005/06 | 68.    | 11     | 25.     | 122     |
| 2006/07 | 17.    | 31     | 7.      | 184     |
| 2007/08 | 36.    | 24     | 11.     | 213     |
| 2008/09 | 35.    | 26     | 12.     | 179     |
| 2009/10 | 13.    | 42     | 5.      | 254     |
| 2010/11 | 16.    | 39     | 4.      | 273     |
| 2011/12 | 25.    | 30     | 7.      | 299     |
| 2012/13 | 21.    | 39     | 5.      | 270     |
| 2013/14 | 6.     | 63     | 2.      | 316     |
| 2015/16 | 24.    | 38,67  | 5.      | 232     |
| 2016/17 | 84.    | 14,29  | 17.     | 100     |
| 2017/18 |        |        | 31.     | 37      |

### Weltcupsiege
Zhang errang im Weltcup bisher 17 Podestplätze, davon 4 Siege:
| Nr. | Datum             | Ort         | Land  |
| --- | ----------------- | ----------- | ----- |
| 1   | 17. Dezember 2010 | Beida Lake  | China |
| 2   | 11. Februar 2012  | Beida Lake  | China |
| 3   | 21. Dezember 2013 | Peking      | China |
| 4   | 5. Februar 2016   | Deer Valley | USA   |

### Asienspiele
- Changchun 2007: 3. Aerials
- Almaty 2011: 1. Aerials

### Weitere Erfolge
- Juniorenweltmeisterschaften 2007: 3. Aerials